# ندیاین باگانا
ندیاین باگانا (به لاتین: Ndiayene Bagana) یک منطقهٔ مسکونی در سنگال است که در ناحیه کائولاک واقع شده‌است.